# Schweizer Eishockeymeisterschaft 1915/16
Die Saison 1915/16 war die sechste reguläre Austragung der Schweizer Eishockeymeisterschaft. Meister wurde der HC Bern.

## Hauptrunde

### Serie Ost
- Akademischer EHC Zürich – HC Bern 2:5

Der HC Bern qualifizierte sich für das Meisterschaftsfinale.

### Serie West
| Pl. | Team                        | Sp. | S | U | N | Pkt. |
| --- | --------------------------- | --- | - | - | - | ---- |
| 1.  | Club des Patineurs Lausanne | 2   | 2 | 0 | 0 | 4    |
| 2.  | HC Les Avants               | 2   | 1 | 0 | 1 | 2    |
| 3.  | Genève-Servette HC          | 2   | 0 | 0 | 2 | 0    |

## Final
- HC Bern – Club des Patineurs Lausanne 7:1